# گورستان دره دولاب شیرین
گورستان دره دولاب شیرین مربوط به هزاره اول قبل از میلاد است و در شهرستان کهگیلویه، روستای دولاب شیرین واقع شده و این اثر در تاریخ ۲۴ فروردین ۱۳۸۲ با شمارهٔ ثبت ۸۳۳۳ به‌عنوان یکی از آثار ملی ایران به ثبت رسیده است.